# Davenescourt

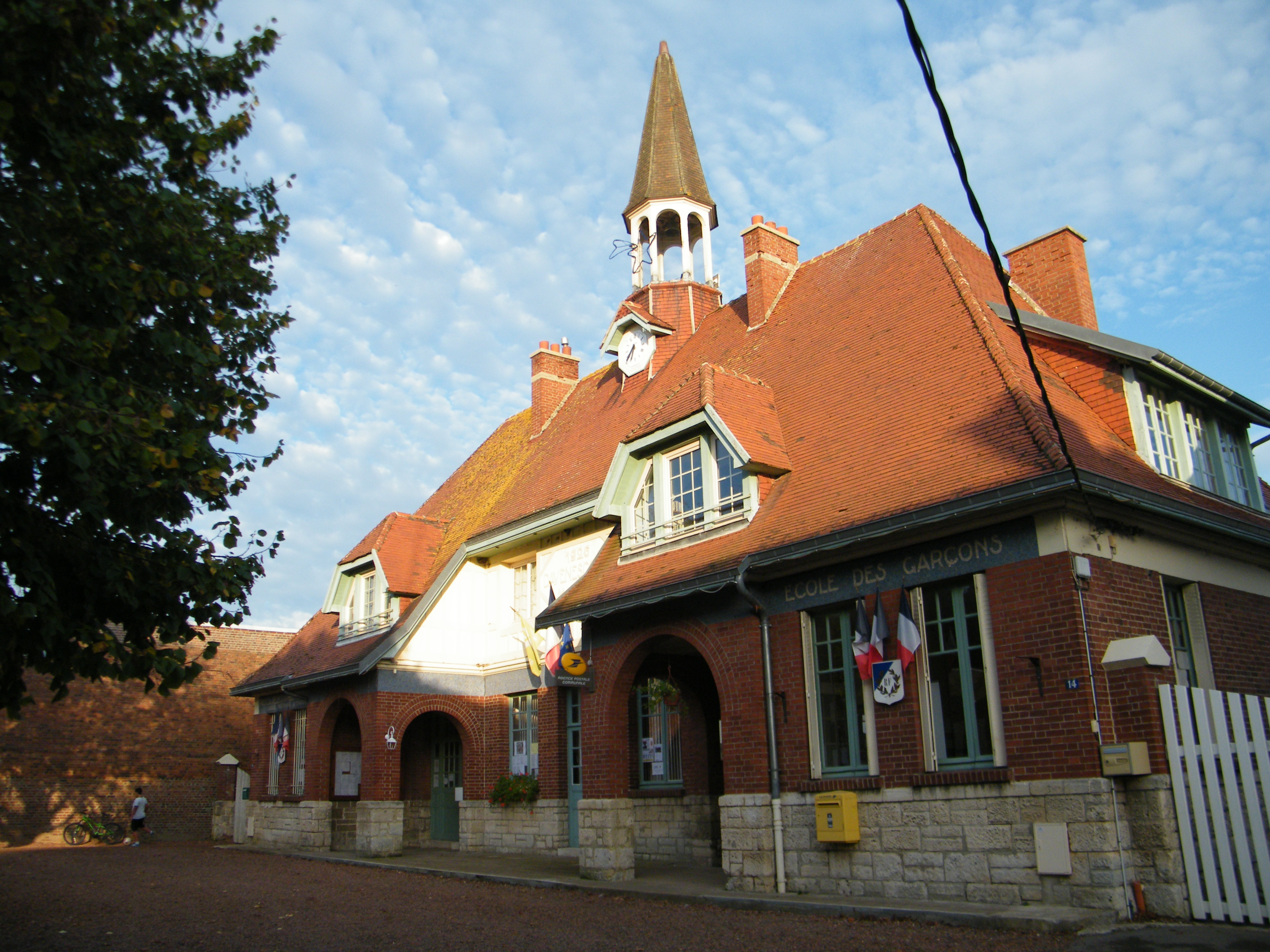
Rathaus mit Glockenturm, Mädchen- und Jungenschule, Postamt.

Davenescourt (picardisch: Davnécourt) ist eine nordfranzösische Gemeinde mit 548 Einwohnern (Stand 1. Januar 2022) im Département Somme in der Region Hauts-de-France. Die Gemeinde liegt im Arrondissement Montdidier und gehört zum Kanton Roye.

## Geographie
Die Gemeinde liegt in der Landschaft Santerre größtenteils am rechten (nördlichen) Ufer der Avre und an der Kreuzung der Départementsstraßen D41 und D160 rund 9,5 km nördlich von Montdidier.

## Geschichte
Die Gemeinde erhielt als Auszeichnung das Croix de guerre 1914–1918.

## Einwohner
| 1962 | 1968 | 1975 | 1982 | 1990 | 1999 | 2006 | 2010 |
| ---- | ---- | ---- | ---- | ---- | ---- | ---- | ---- |
| 457  | 415  | 364  | 334  | 329  | 469  | 497  | 507  |

## Verwaltung
Bürgermeister (maire) ist seit 1995 Jean-Claude Pradeilhes.	

## Sehenswürdigkeiten
- Das im letzten Viertel des 18. Jahrhunderts erbaute Schloss, seit 1977 teilweise als Monument historique klassifiziert (Base Mérimée PA00116129).
- Die Kirche Saint-Martin, als Monument historique seit 1920 klassifiziert, Base Mérimée PA00116130.